# Dipodillus
A Dipodillus az emlősök (Mammalia) osztályának a rágcsálók (Rodentia) rendjébe, ezen belül az egérfélék (Muridae) családjába tartozó nem.
A Dipodillus-fajokat korábban a Gerbillus nembe sorolták, de manapság saját nemet alkottak nekik.

## Rendszerezés
A nembe az alábbi 2 alnem és 13 faj tartozik:
- Dipodillus Lataste, 1881
  - rövidfarkú futóegér (Dipodillus maghrebi) Schlitter & Setzer, 1972 - korábban Gerbillus maghrebi
  - Dipodillus simoni Lataste, 1881 - típusfaj; korábban Gerbillus simoni
  - Dipodillus zakariai Cockrum, Vaughn, & Vaughn`, 1976 - korábban a Dipodillus simoni-nak tekintették
- Petteromys Pavlinov, 1982
  - Dipodillus bottai Lataste, 1882 - korábban Gerbillus bottai
  - nagy futóegér (Dipodillus campestris) Loche, 1867 - korábban Gerbillus campestris, Gerbillus quadrimaculatus
  - Wagner-versenyegér (Dipodillus dasyurus) Wagner, 1842 - korábban Gerbillus dasyurus
  - Dipodillus harwoodi Thomas, 1901 - korábban Gerbillus harwoodi
  - Dipodillus jamesi Harrison, 1967 - korábban Gerbillus jamesi
  - Dipodillus lowei Thomas & Hinton, 1923 - korábban Gerbillus lowei
  - Dipodillus mackillingini Thomas, 1904 - korábban Gerbillus mackillingini
  - Dipodillus rupicola Granjon, Aniskin, Volobouev, & Sicard, 2002
  - Dipodillus somalicus Thomas, 1910 - korábban Gerbillus somalicus
  - Dipodillus stigmonyx Heuglin, 1877 - korábban Gerbillus stigmonyx